# Körkort

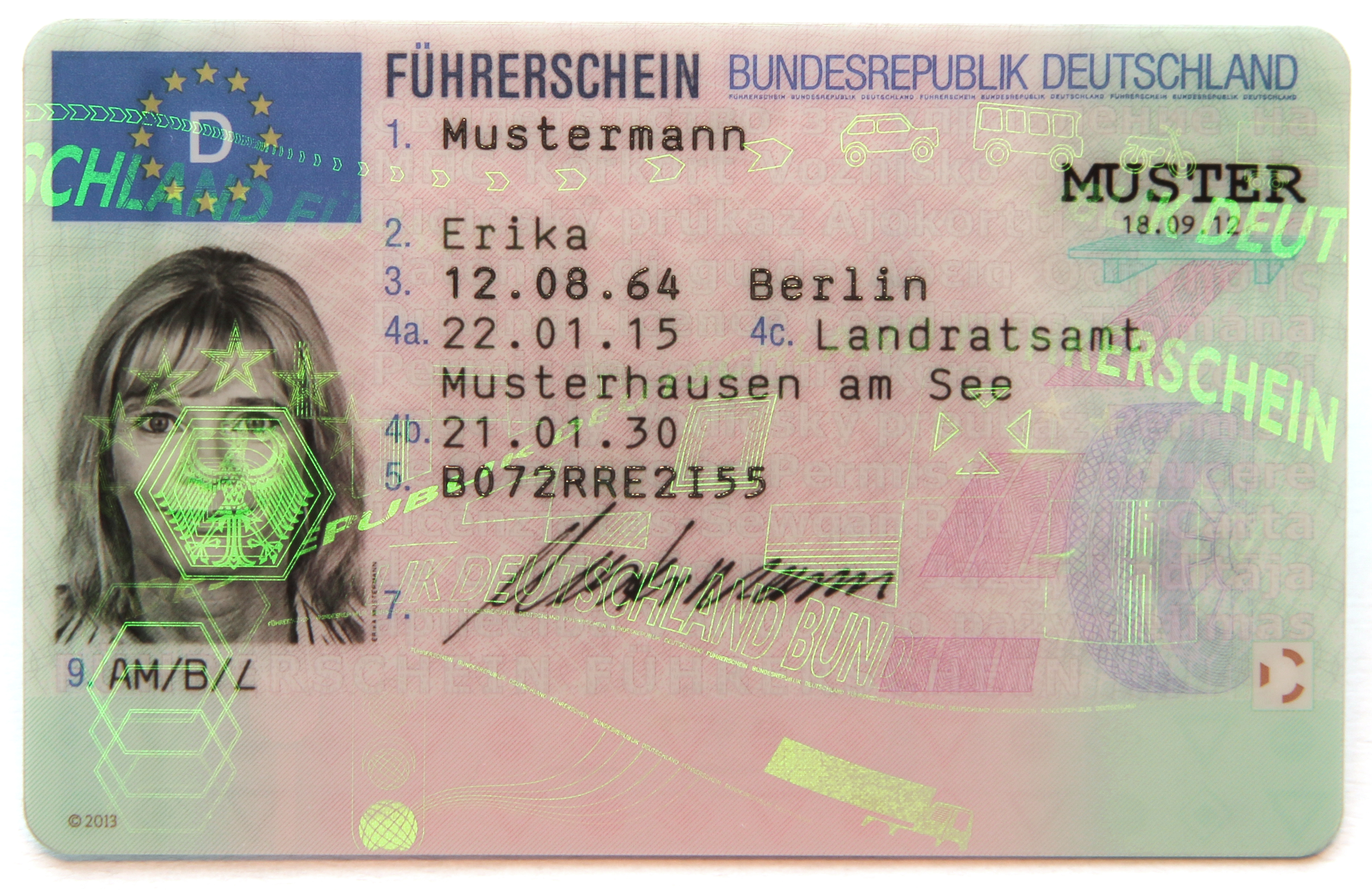
Tyskt EU-körkort

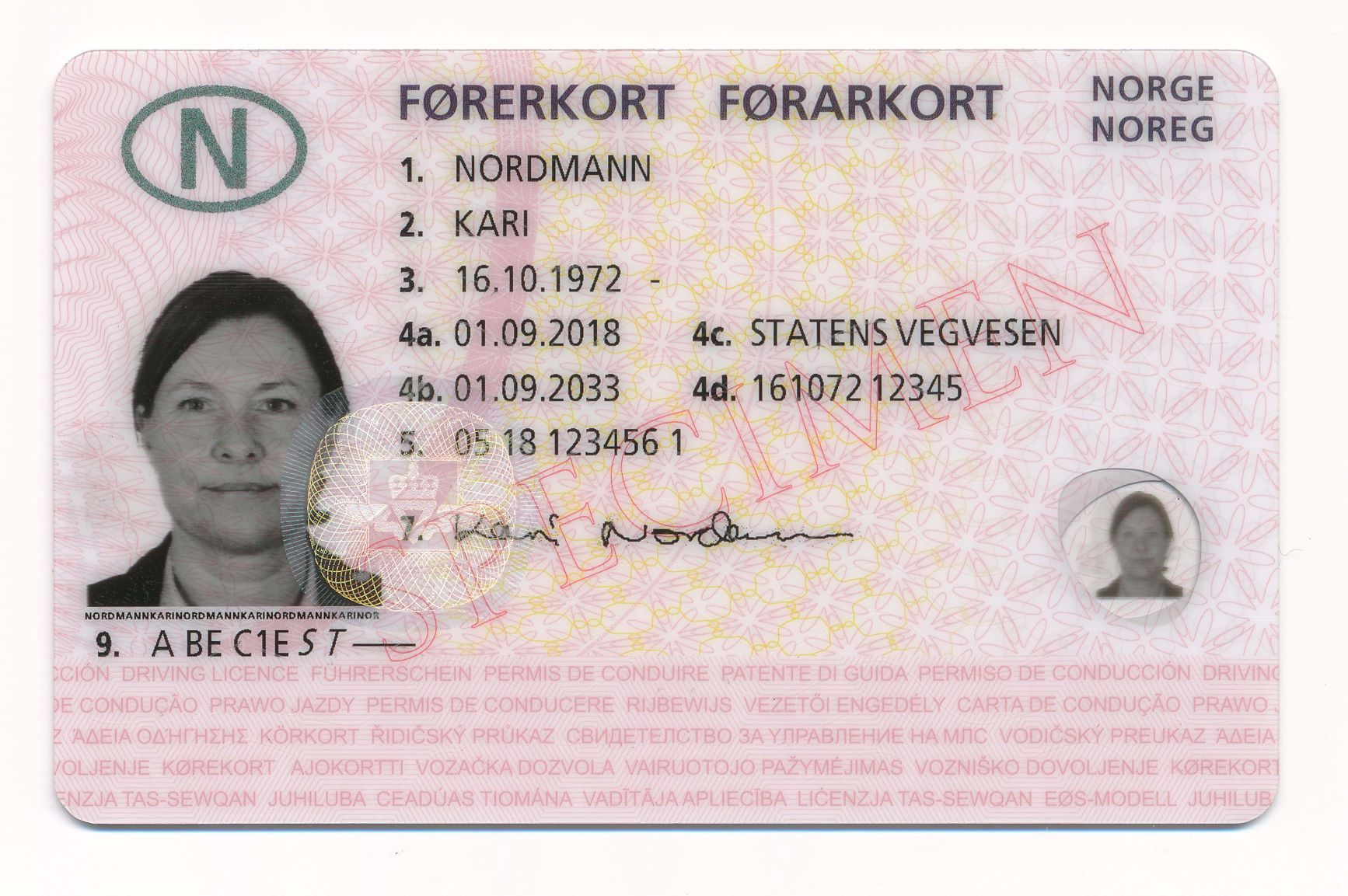
Norskt EES-körkort

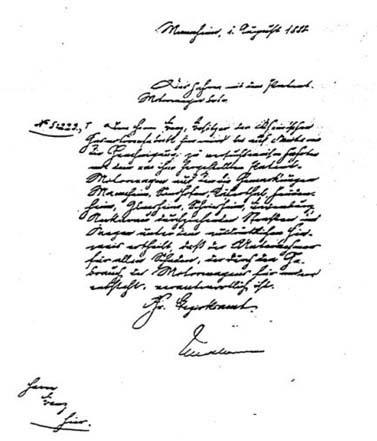
Världens första tillstånd att framföra fordon, utfärdat 1888 i Mannheim för Carl Benz efter hans önskemål

Körkort är en handling som visar att man har behörighet till att köra motorfordon, terrängmotorfordon, traktor och/eller motorredskap. Lagstiftningen gällande utfärdande av körkort varierar mellan olika länder, i vissa utfärdas körkort efter att körkortsinnehavaren godkänts i ett körprov, medan personer i andra länder erhåller ett körkort när de ska börja lära sig att köra. Körprovens svårighetsgrad varierar avsevärt mellan olika jurisdiktioner, liksom omständigheter som ålder och erfordrad färdighetsnivå.
Ett körkort kan vara förenat med villkor för att man ska få köra, till exempel krav på att föraren bär glasögon, att bilen är automatväxlad, att bussen får ha högst ett angivet antal passagerarplatser eller att fordonets vikt eller motoreffekt inte överskrider en angiven gräns.
En regel som gäller i de flesta länder är att alla länders körkort gäller för körning vid kortare besök. Eventuellt behövs internationellt körkort, som är ett översättningsdokument som kompletterar körkortet. Vid bosättning gäller utländska körkort dock bara en period, exempelvis ett år, och efter det måste inhemskt körkort skaffas, vilket kan kräva förarprov och teoriprov.
Körkort gäller i allmänhet som legitimation. I en del länder, inte minst engelskspråkiga, utfärdas inte några nationella id-kort, vilket där gör körkortet till den mest använda legitimationshandlingen.

## Europa
Länderna i Europa har liknande regler för körkort. Europeiska unionen har gjort en viss harmonisering av regler inom Europeiska ekonomiska samarbetsområdet, till exempel åldersgränser, vilken information som ska stå på kortet och hur det ska se ut. Körkortet indelas i ett antal klasser – A, B, C, D och E – som anger vilken typ av fordon innehavaren får köra, till exempel B för personbil och lätt lastbil, men kombinationerna och gränser för vikt varierar. Den som till exempel ska köra bil med påkopplad husvagn måste kontrollera reglerna för vikt och körkort i respektive land.

### Norge
I Norge gäller körkortet för 15 år i taget för lätta körkortsbehörigheter (AM, A1, A2, A, B, BE, S och T), och 5 år i taget för tunga behörigheter (C1, C1E, C, CE, D1, D1E, D och DE). Det rekommenderas att äldre korttyper byts ut mot nyare för att undvika problem i utlandet och vid användning som legitimation. Körkort som blev utfärdat till och med den 19 januari 2013 var giltiga tills man fyllde 100 år. De gamla körkorten kommer att vara giltiga till och med den 19 januari 2033.

### Sverige
Svenskt körkort utfärdas av Transportstyrelsen och är även godkänt som legitimationshandling. Körkort infördes i Sverige 1906. Körkort är giltigt i tio år från utfärdandedatum. Körkortet kan återkallas i upp till tre år vid bland annat grövre trafikbrott, sjukdom eller om innehavaren själv begär att körkortet skall inkallas.

### Tyskland
I Tyskland gällde körkortet som fysiskt kort på livstid och behövde inte bytas ut, men kunde dras in vid förseelser. Tyska körkort av den äldre typen gäller inte som legitimationshandling eftersom de inte byttes ut. Från och med den 19 januari 2013 begränsades de gamla körkortens giltighetstid och upphör definitivt att gälla 19 januari 2033.